# Анін Роман Олександрович
Роман Олександрович Анін — редактор відділу розслідувань «Нової газети». Народився в місті Кишинів, Молдова.

## Нагороди
У 2013 році став переможцем міжнародного конкурсу журналістів Knight International Journalism Award, який проводився Міжнародним центром для журналістів (ICFJ)'.
Роман Анін, репортер російської щоденної «Нової газети», продемонстрував, як російські компанії і чиновники створили культуру корупції, яка виходить далеко за межі кордонів країни.— пресс-реліз ICFJ
В 2012 році став лауреатом Премії імені Юліана Семенова в галузі екстремальної геополітичної журналістики за 2011 рік, яка вручалась Союзом журналістів Москви.
В квітні 2017 року отримав Пулітцерівську премію у номінації «за пояснювальну журналістику» разом з 300 журналістами з Міжнародного консорціуму, які займались розслідуванням за «панамським архівом». Разом з ним документи «панамського архіву» досліджували російські журналісти Олеся Шмагун і Дмитро Великовський, їхня стаття про офшори друга Володимира Путіна була опублікована в «Новій газеті».